# Chintesență
Chintesență (prin franceză quintessence din latină quintus, a cincea, și essentia, esență) este denumirea unei substanțe eterate (eter) pe care unii filosofi ai Antichității (de exemplu Empedocle) o adăugau listei celor 4 elemente (focul, apa, pământul și aerul) considerate, în mod tradițional, ca substanțe primordiale imuabile, eterne, necreate și indestructibile care nu pot trece unul într-altul, ci se pot doar combina și separa mecanic. (Acest sens - în filozofia scolastică.).
Azi, chintesență are sensul de esența cea mai pură și mai concentrată a unei substanțe, a unui lucru și, prin extensiune, a unei doctrine, a unei teorii etc. Pe scurt, înseamnă ceea ce este fundamental, esențial.